# Elier Sánchez
Elier Sánchez, född den 4 oktober 1986 i Carlos M. de Cespedes, är en kubansk basebollspelare som tog silver för Kuba vid olympiska sommarspelen 2008 i Peking.